# Welcome to the Monkey House
Welcome to the Monkey House är ett musikalbum av The Dandy Warhols som gavs ut 2003. Albumet spelades in under 2001-2002 och den första mixen gjordes av Russell Elevado. Capitol Records var inte nöjda med den versionen och istället togs Nick Rhodes in för att mixa den slutgiltiga versionen av albumet. Elevados version kom ut 2009 under titeln The Dandy Warhols Are Sound. Skivans första singel var "We Used to Be Friends" som blev en mindre hit och även var temamusik till TV-serien Veronica Mars.

## Låtlista
(låtar utan angiven upphovsman skrivna av Courtney Taylor-Taylor)
1. "Welcome to the Monkey House" (intro) - 1:04
2. "We Used to Be Friends" (Taylor-Taylor, Grant Nicholas, Bjorn Thorsrud) - 3:20
3. "Plan A" - 4:01
4. "Wonderful You" - 4:37 (alternativ titel: "The Dope (Wonderful You)" )
5. "Scientist" (Taylor-Taylor, David Bowie) - 3:13 (alternativ titel "I Am a Scientist")
6. "I Am Over It" - 3:50
7. "The Dandy Warhols Love Almost Everyone" - 1:54
8. "Insincere" - 3:49 (alternativ titel: "Insincere Because I")
9. "You Were the Last High" (Evan Dando, Taylor-Taylor) - 4:46 (alternativ titel: "The Last High")
10. "Heavenly" - 3:36
11. "I Am Sound" - 4:00
12. "Rock Bottom" - 2:53 (alternativ titel: "Hit Rock Bottom")
13. "(You Come In) Burned" - 7:24

## Listplaceringar
- Billboard 200, USA: #118[1]
- UK Albums Chart, Storbritannien: #20[2]